# Объединение любителей словацкого языка и литературы
Общество любителей словацкого языка и литературы (словацк.Spolok milovníkov reči a literatúry slovenskej) - второе (после «Словацкого ученого общества») словацкая общенациональная организация, литературный союз, существовавший в 1834-1850гг., возникший по инициативе словаков, проживающих в Буде и Пеште (А.Оттомайер, Ян Коллар, Мартин Гамуляк) с целью сплотить сторонников литературного чешского и бернолаковского словацкого языка в борьбе за национальное единство и укрепление словацкого национального движения. 
Председателем объединения был Ян Коллар, а после его ухода - Мартин Гамуляк, который ориентировал работу объединения на издательскую деятельность.

## Внешние ссылки
- FILIT Архивная копия от 2 декабря 2000 на Wayback Machine – источник, на основании которого написана данная статья